# Ђуро Сврдлин
Ђуро Сврдлин (Житомислић 1930) српски је педагог. Члан је Удружења књижевника Српске.

## Биографија
Ђуро Сврдлин је рођен 1930. године у Житомислићу код Мостара. Учитељску школу завршио је у Мостару, вишу педагошку и студије педагогије у Београду 1959. године.
Магистрирао је 1975. године, а докторирао 1983. године на Филозофском факултету у Сарајеву.
Радио је као просвјетни радник. Скоро двадесет година био је професор педагогије на Педагошкој академији у Сарајеву. Након тога, радио је као просвјетни савјетник у Републичком заводу за школство БиХ у Сарајеву.
Објавио је више десетина радова о питањима наставно-васпитог рада, о образовању наставничког подмлатка, о стручном усавршавању наставника и наставничких педагога. Био је члан редакције часописа, дуже вријеме и главни и одговорни уредник часописа "Породица и дијете" у Сарајеву.